# Марконье, Пьер Луи Бине де
Пьер-Луи Бине де Марконье (фр. Pierre-Louis Binet de Marcognet; 1765—1854) — французский военачальник, дивизионный генерал (1811 год), барон (1808 год), участник революционных и наполеоновских войн. Имя генерала выбито на Триумфальной арке в Париже.

## Начало пути
Будущий генерал родился 14 ноября 1765 года в Круа-Шапо в провинции Сентонж, (современный департамент Приморская Шаранта) в аристократической семье. Его родителями были граф Луи-Николя Марконье и Сюзанна-Эмили Пинто, умершая 30 марта 1764 года. Его прадед, маркиз де Монблен (умер в 1717 году), был губернатором Ла-Рошели, Они и Сентонжа. Марконье поступил во французскую армию кадетом в пехотный полк Бурбонне 13 марта 1781 года, и стал младшим лейтенантом в июле того же года. Он участвовал в Войне за независимость США (на стороне США) в составе французского экспедиционного корпуса графа де Рошамбо с 1781 по 1783 год. Получил звание лейтенанта в 1787 году.

## Служба в эпоху Революции

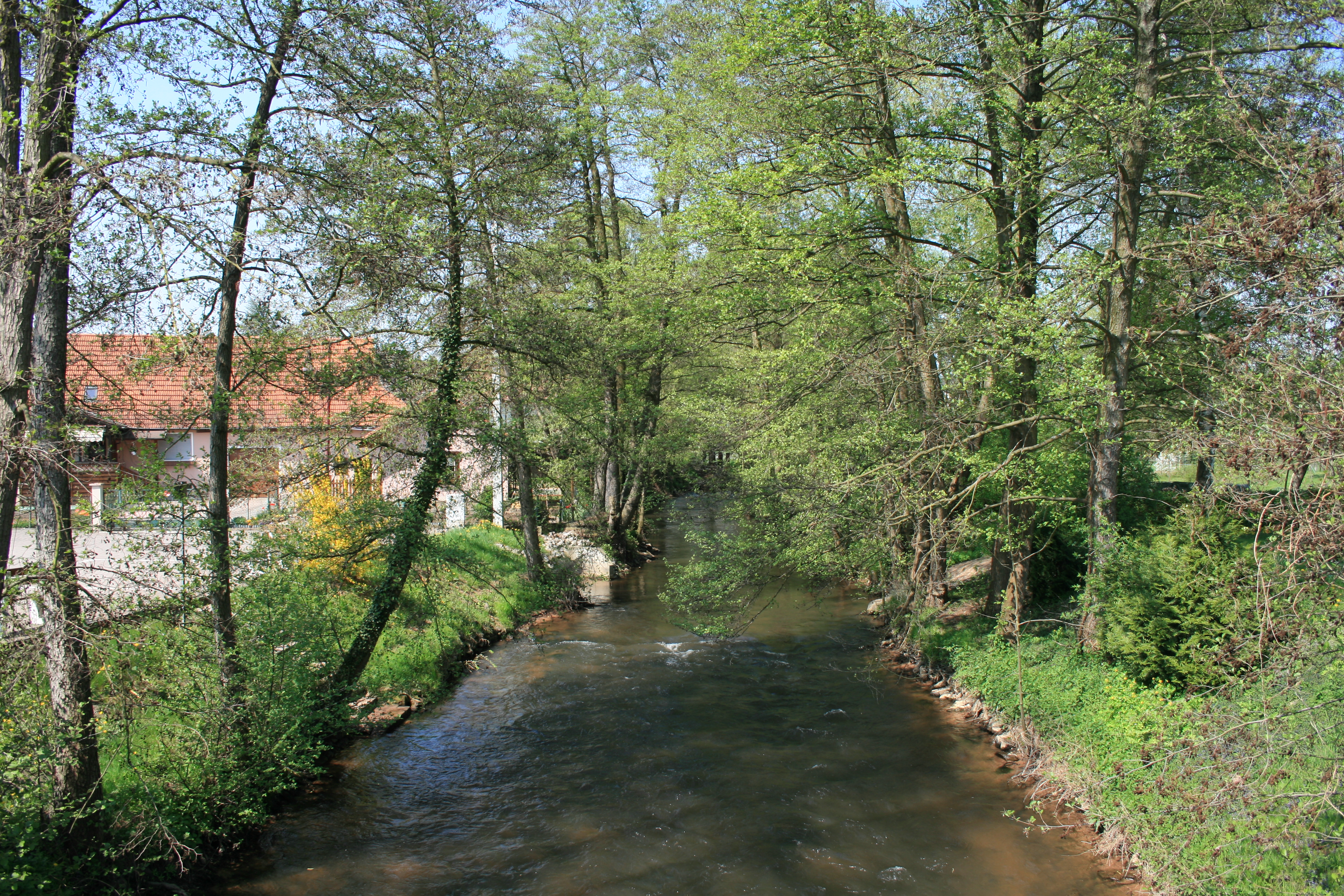
Река Лаутер, на берегу которой был ранен Марконье.

Получив в 1792 году повышение до капитана, Марконье, принявший революцию, был назначен в Рейнскую армию в начале Войны первой коалиции. Там он  был ранен в правое бедро 14 сентября 1793 года в бою на реке Лаутер. Это была одна из стычек, предшествовавших Первому сражению при Висамбуре. В ноябре Марконье обратил на себя внимание в бою возле Саверна. Он был снова ранен во Второй битве при Висамбуре.
В декабре 1793 года, в период якобинского террора, Марконье был уволен из армии, как дворянин. Двое из его братьев погибли в войне в Вандее, а третий брат был расстрелян в Нёф-Бризахе за то, что вёз послание к лидеру эмигрантов принцу Конде. Марконье, однако продолжал поддерживать революцию. В июле 1795 года, после падения якобинской диктатуры, он был вновь принят в армию.
24 августа 1795 года Марконье перешел в состав 10-й легкой пехотной полубригады. В её составе он сражался под командованием генерала Жана Виктора Моро в битве при Эттлингене 9 июля 1796 года и на следующий день был повышен до шефа батальона (аналог майора). Он возглавил батальон в битве при Нересхайме 11 августа и при Гайзенфельде 1 сентября. Марконье был ранен во время битвы при Биберахе 2 октября, и позже ещё раз — при осаде Келя. Впоследствии генерал Шарль Пишегрю назначил его командиром батальона 95-й линейной пехотной полубригады.
Марконье получил должность начальника 108-й линейной пехотной полубригады 18 июня 1800 года. В битве при Гогенлиндене 3 декабря того же года 108-я полубригада сражалась в составе дивизии Эммануэля Груши. Когда, в ходе сражения, колонна австрийского военачальника Коловрата продвигалась по главной дороге с востока, то около семи утра столкнулась с солдатами из полубригады Марконье. Марконье построил свои войска в линию на опушке леса. Франц Лёппер, возглавлявший австро-баварский авангард, немедленно приказал своим 5 341 пехотинцам и 1319 кавалеристам атаковать. Проявив тактическое мастерство, Марконье отразил первую атаку. Находясь в меньшинстве в соотношении два к одному, он удерживал свои позиции, пока к противнику не прибыло подкрепление. При таком превосходстве сил атака австрийцев увенчалась успехом: французы отступили, а раненый Марконье попал в плен.
Один из корпусных командиров в битве при Гогенлиндене, Поль Гренье, назвал Марконье «весьма способным офицером, достойным вверенного ему командования». Другой генерал, Жак Луи Франсуа Делетр де Тийи охарактеризовал его как «выдающегося офицера, усердного и активного». 29 августа 1803 года вернувшийся из плена Марконье  был произведен в бригадные генералы.

## Служба в эпоху Империи

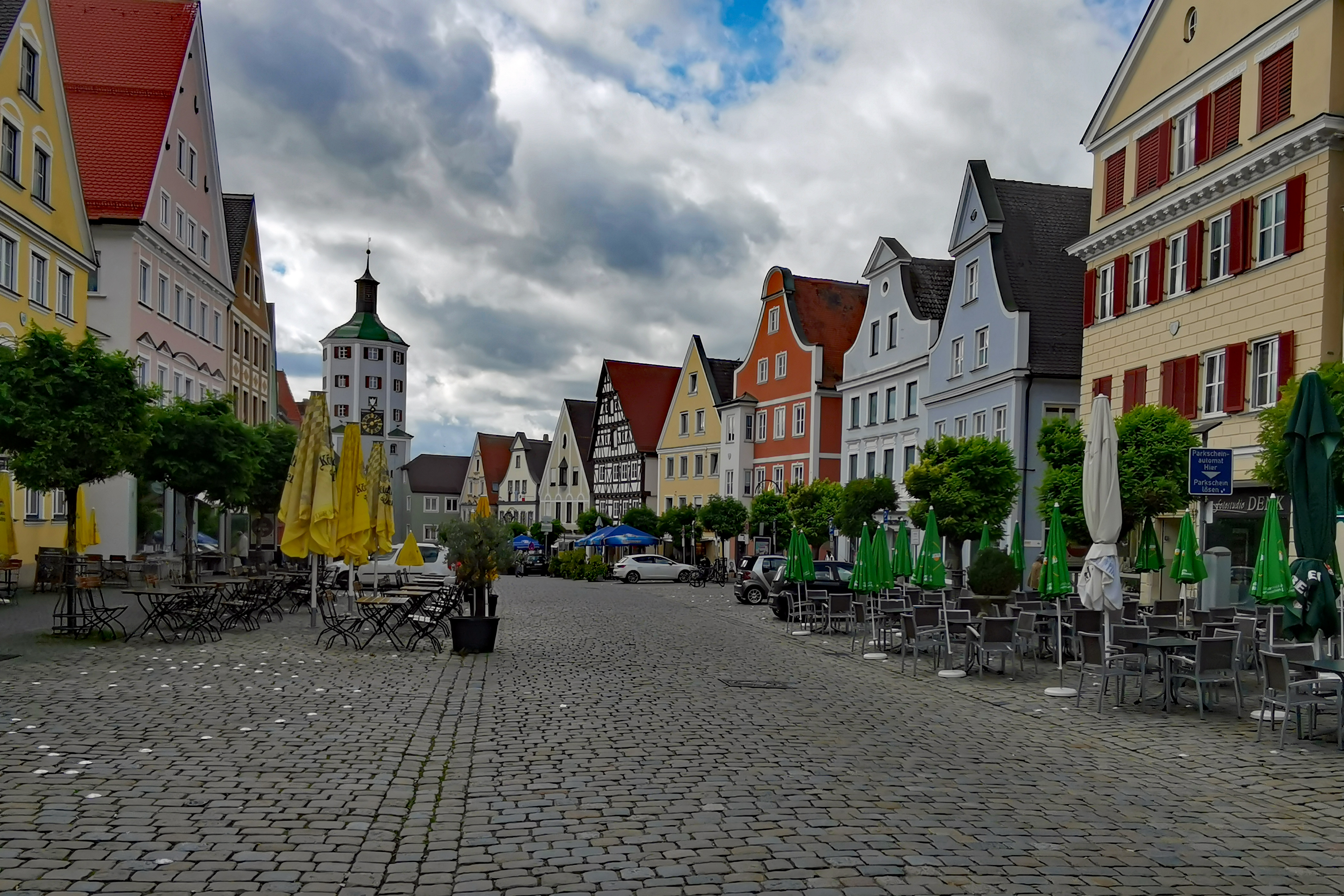
Город Гюнцбург, где солдаты Марконье у моста через Дунай захватили в плен австрийского генерала.

Когда был учреждён орден Почётного легиона, Марконье стал его кавалером. Во время войны Третьей коалиции он был назначен командиром одной из бригад дивизии Малера в 3-м пехотном корпусе маршала Нея. В сражение при Гюнцбурге 9 октября 1805 года он возглавил центральную колонну дивизии в попытке захватить мост через Дунай. Его войска разгромили австрийское прикрытие и взяли в плен австрийского военачальника Константина Гилиана Карла д'Аспре, 200 солдат и офицеров и две пушки. Остальные австрийцы отступили на другой берег Дуная, разрушив за собой один из пролётов моста. Обеспечив себе прикрытие из четырёх орудий, Марконье приказал своим солдатам под огнём восстановить разрушенный пролёт, однако это оказалось невозможным. В битве при Эльхингене дивизия Малера оставалась в резерве, зато в сражение при Шарнице в Тироле Марконье снова удалось проявить себя.
В начале войны Четвертой коалиции, Марконье возглавил одну из бригад в пехотной дивизии генерала Гарданна, входившей в 6-й корпус, опять же под началом маршала Нея. Во главе бригады Марконье сражался в битве при Йене и участвовал в осаде Магдебурга. На поле сражения при Прейсиш-Эйлау корпус Нея прибыл только в семь вечера и большого участия в сражении не принимал.
Зато самое активное участие Марконье принял в дальнейших сражениях, где возглавлял пехотную бригаду в дивизии генерала Биссона. Так, он отличился в битве при Гутштадте, 5 и 6 июня 1807 года, в которой 17 000 солдат Нея провели блестящую арьергардную операцию против более 63 000 русских солдат. Затем последовала битва при Фридланде, где на долю корпуса Нея выпало провести решающую атаку. Под прикрытием артиллерии Сенармона, дивизия Биссона шла на левом фланге атакующих. Русские провели против неё массированную кавалерийскую атаку, тем самым притормозив наступление Нея. Однако подошедший корпус Виктора отбросил русские полки, после чего солдаты Нея и Виктора совместно ворвались на улицы Фридланда.
В 1808 году Наполеон пожаловал Марконmе титул барона Империи.

### Служба в Испании

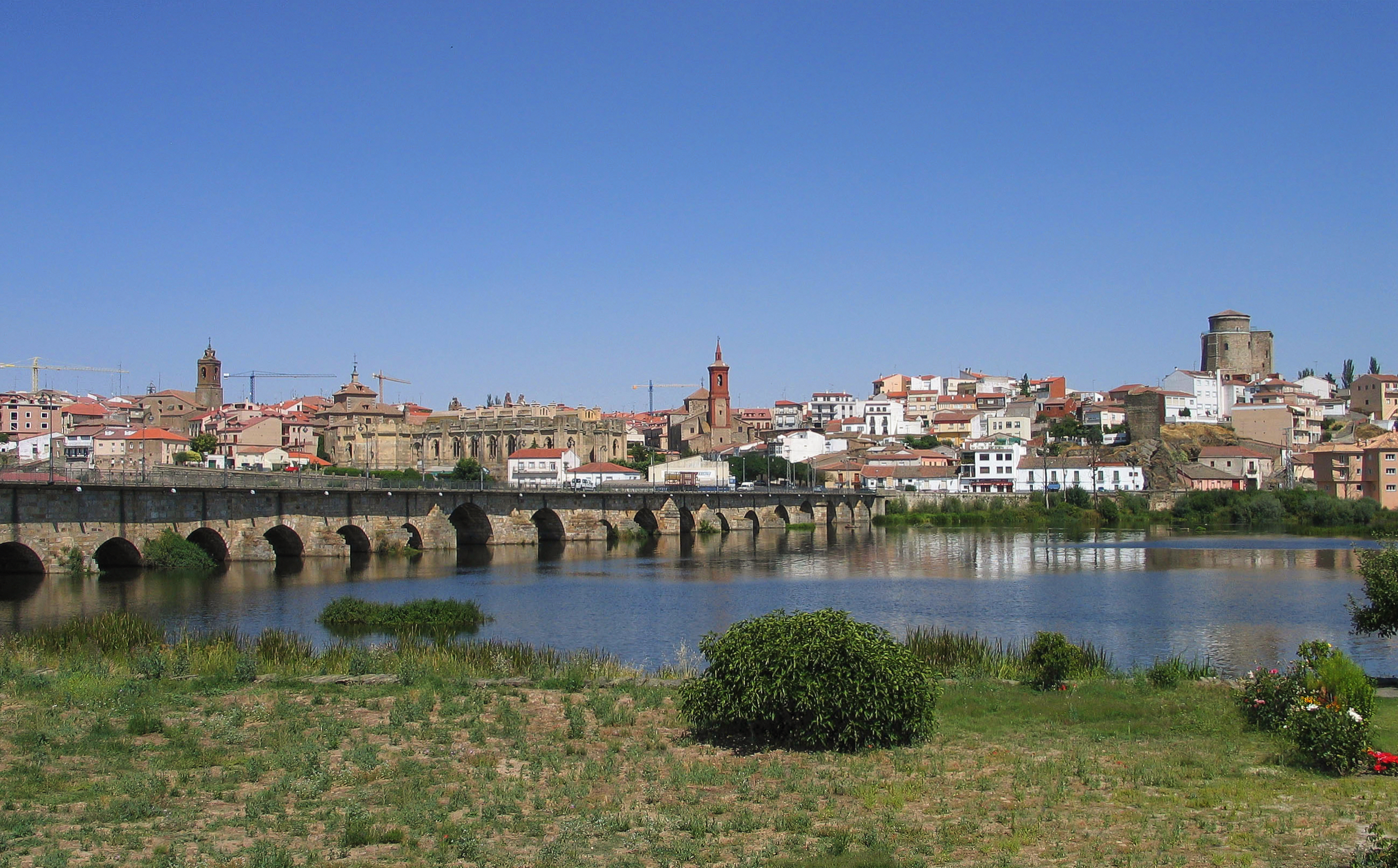
Мост в городе Альба-де-Тормес, на заднем плане — вид на город.

В 1809 году генерал Марконье вместе со всем корпусом маршала Нея отправился в Испанию. Летом 1809 года Ней пытался подавить восстание в Галисии, однако, из-за децентрализованности партизанского движения, эти попытки не увенчались успехом. Осенью Ней уехал из Испании, и его во главе корпуса сменил генерал Жан Габриэль Маршан. Когда испанская армия под командованием дона Диего, герцога дель Парко, заняла позицию у Тамамеса, Маршан атаковал её, имея 14 000 солдат и 14 орудий. Дон Лоренцо разместил свои 20 000 пехотинцев, 1500 кавалеристов и 18 орудий на хребте к югу от города. В последовавшей битве при Тамамесе 18 октября 1809 года французский командующий послал войска генерала Антуана Луи Попона де Мокюна атаковать левый фланг испанцев, в то время как 25-й легкий пехотный полк сдерживал испанцев на правом фланге. Когда испанцы прочно завязли на обоих флангах, шесть батальонов под командованием Марконье были брошены в атаку на центр противника. Генерал Мокюн со своими шестью батальонами в это время под давлением противника несколько затормозил свою атаку. Однако, когда вперёд двинулся Марконье, солдаты Мокюна несколько приободрились. Однако, испанцы, занимая выигрышную позицию на холмах, выдвинули против атакующих колонн бригады Марконье батарею и 12 орудий. Встреченные залпами артиллерии в лоб на достаточно крутом склоне, солдаты Марконье замешкались а их ряды пришли в замешательство. Эти события вынудили генерала Маршана прекратить сражение. В результатам этого фиаско потери французов составили 1400 человек, тогда как испанцы потеряли только 700 своих воинов.
Расплата для испанцев дона Диего наступила 26 ноября, в сражении, произошедшем поблизости от города Альба-де-Тормес. Под общим командованием Франсуа Этьена Келлермана, блестящего кавалерийского генерала и сына маршала Франции, 6-й корпус Маршана и его собственная драгунская дивизия нанесли сокрушительное поражение испанцам. В то время как тяжёлая кавалерия вихрем пролетела по их рядам, пехота сумела захватить и мост, и город.
Во время осады Сьюдад-Родриго с апреля по июль 1810 года и последующей осады Алмейды с июля по август, Марконье возглавлял бригаду в дивизии Маршана (к командованию корпусом вернулся маршал Ней).
На 15 сентября 1810 года 2-я бригада Марконье состояла из 1686 солдат и офицеров 39-го линейного пехотного полка под командованием Жака-Пьера Сойера и 1790 солдат и офицеров 76-го линейного пехотного полка под командованием Жана Шемино. В таком составе бригада Марконье приняла участие во вторжении маршала Массены в Португалию Он возглавлял эти подразделения во время вторжения маршала Андре Массены в Португалию, где столкнулась с англичанами. Дивизия Маршана потеряла 1173 человека в результате тщетной атаки во время битвы при Бусаку 27 сентября того же года. Во время отступления из Португалии в начале марта 1811 года бригада Марконье была выделена из состава дивизии для поддержки кавалерии Луи-Пьера Монбрена. После возвращения в состав дивизии, бригада Марконье вела арьергардные бои у Рединьи, при Казаль-Ново и Битва при Фош-де-Аросе с 12 по 15 марта. Первое из этих сражений окончилось вничью, второе привело к успеху французов, но в последней схватке 39-й линейный пехотный полк потерял Орла. Несмотря на это, бригада Марконье приняла участие в битве при Фуэнтес-де-Оньоро. 6 августа 1811 года Марконье был повышен до дивизионного генерала. 6 февраля 1812 года он принял командование 14-й пехотной дивизией, расквартированной в Испании.

### Служба в Италии

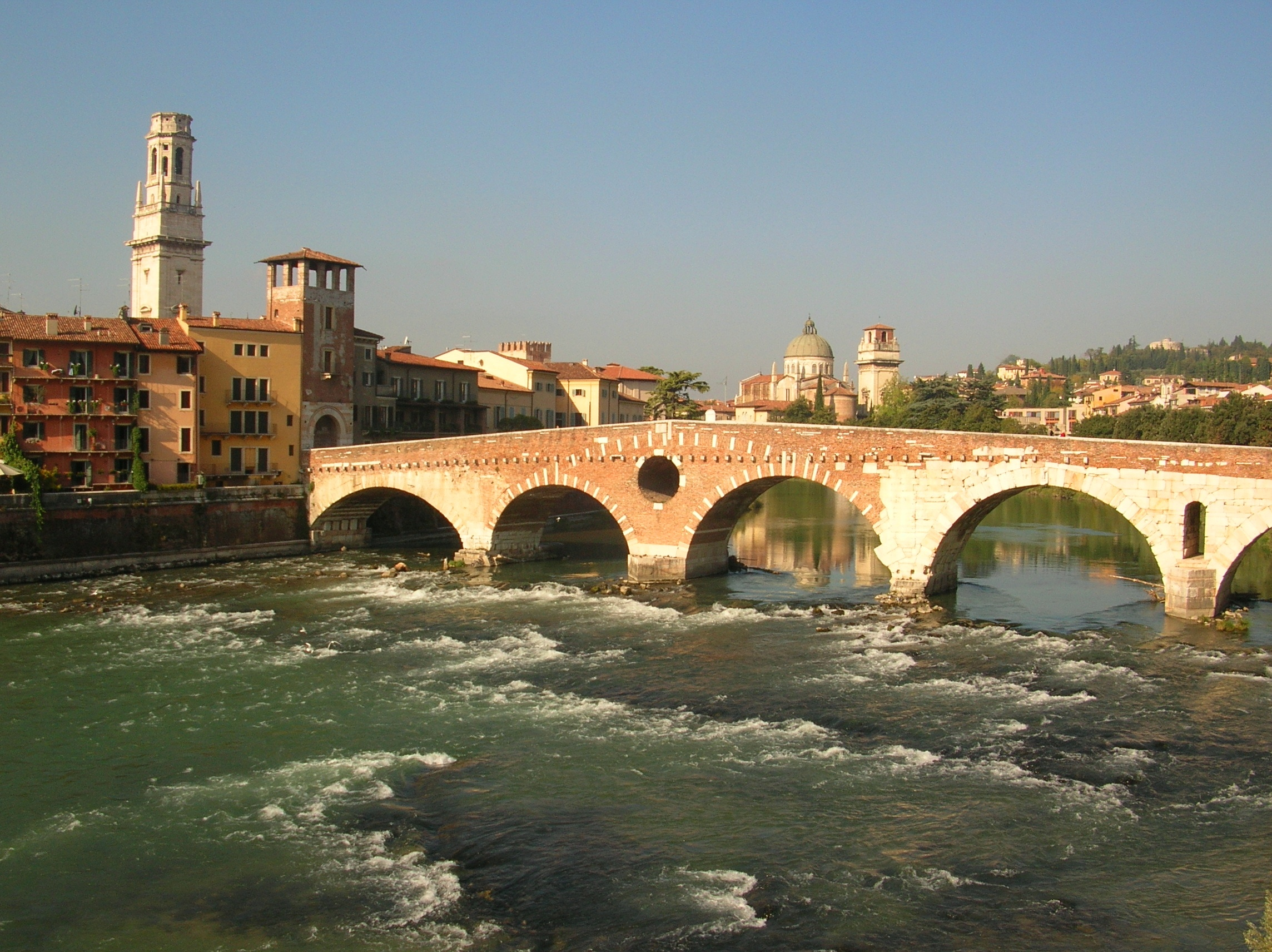
Мост Понте Пиетра через Адидже в Вероне

После катастрофического поражения Наполеона в России в 1812 году одна итальянская и три французские дивизии, составлявшие гарнизон Вице-королевства Италия, были отправлены в Германию в качестве подкрепления. Однако территорию вице-королевства (сегодняшний север страны) необходимо было прикрыть от австрийского наступления. Вспомнив про итальянские части, служившие в Испании под командованием маршала Луи Габриэля Сюше, Наполеон отправил их в Италию. Дополнив этих обученных бойцов неопытными юношами в результате массового призыва, Наполеон сформировал совершенно новую армию под командованием своего пасынка Евгения Богарне. К маю 1813 года новая итальянская армия состояла из 46-й, 47-й, 48-й и 49-й пехотных дивизий, а также одной кавалерийской дивизии. В июне добавились 50-я, 51-я и 52-я дивизии. Для командования этими войсками были собраны опытные офицер и генералы, многие из которых раньше служили в Испании. Генерал Марконье получил командование 48-й дивизией, которая к августу 1813 года состояла из трех батальонов 29-й и 30-й временных полубригад, четырех батальонов 106-го линейного пехотного полка и трех батальонов 1-го и 2-го неаполитанских линейных пехотных полков, набранных в королевстве Неаполитанском.
12 августа 1813 года Австрия объявила войну Наполеону. После этого Евгений де Богарне, вполне полагаясь с севера на защиту альпийских гор, двинул свою армию на восток, чтобы защитить Иллирию (Хорватию). В конце сентября франко-итальянская армия покинула Иллирию и отступила к реке Соча (Изонцо). После паузы франко-итальянская армия снова отступила, на этот раз к реке Адидже, на рубеже которой закрепилась в  конце октября. [34] В начале ноября Эжен реорганизовал армию, и Марконье стал командиром 4-й дивизии в корпусе Поля Гренье. 1-я бригада, которой командовал Жан-Батист Жанен, состояла из 29-й и 31-й временных полубригад. 2-я бригада под командованием Венсана Мартеля Деконши включала 36-й легкий, 102-й линейный и 106-й линейные пехотные полки. 29-й Временный полк был сформирован из запасных батальонов 20-го и 101-го линейных пехотных полков; 31-й временный полк был укомплектован запасными батальонами 131-го и 132-го линейного.
15 ноября 1813 года состоялось решающее сражение при Кальдиеро. В ходе сражения Евгений Богарне приказал дивизии Марконье атаковать центр австрийских войск Иоганна фон Хиллера, в то время как дивизия Франсуа Жана-Батиста Кенеля двинулась на правый фланг противника. Тем временем дивизия Мари Франсуа Руйе и кавалерийская бригада теснили австрийский левый фланг. День закончился франко-итальянским успехом, австрийцы были вынуждены вернуться в Соаве. Каждая сторона потеряла около 500 человек убитыми и ранеными, но австрийцы также потеряли 900 пленных и два орудия. Отбросив противника, Евгений де Богарне отступил к Вероне, оставив дивизию Марконье на восточном берегу Адидже у Сан-Микеле. Хиллер атаковал французов 18 ноября, однако, после упорного боя атака была отбита. В этом сражении австрийцы потеряли 1200  человек убитыми и ранеными плюс 200 человек пленными, в то время как французские потери составили 700 человек убитыми и ранеными, включая командующего Гренье.
После того, как бригада де Конши потерпела поражение в нижнем течении Адидже, Богарне в начале декабря послал всю дивизию Марконье защищать этот район. Во главе двух бригад своей дивизии и бригады Руайера Николя Шмитца, Марконье 8 декабря 1813 года атаковал 6000 австрийцев Антона Гундакера фон Штархемберга в Боара-Пизани. Хотя у него было 12000 человек и 18 орудий, Марконье ввел в битву только 5000 человек. После первоначального успеха французы остановились, но в 22:00 были отброшены австрийской контратакой. Французы потеряли 800 человек убитыми и ранеными и 102 пленными, в то время как австрийские потери были несколько меньше.
Во главе своей дивизии Марконье принял участие в сражении на реке Минчо 8 февраля 1814 года. Франко-итальянская армия двинулась вперед и наткнулась на австрийскую армию графа Генриха фон Беллегарда, что и привело к сражению. Богарне и Гренье переправились через реку Минчо справа и в центре, оттеснив австрийцев. Дивизии Руайе и Кенеля вели атаку на обоих флангах при поддержке Итальянской гвардии Теодоро Леки. Тем временем Жан Антуан Вердье едва устоял против значительно превосходящих австрийских сил на левом фланге. Когда Эжен направил Руайе и Кенеля налево, чтобы помочь Вердье, войска Марконье он вывел в первую линию. В конце концов, наступление французов было остановлено австрийцами, которые тоже отступили после сражения. В битве на реке Минчо французы потеряли 3000 человек убитыми и ранеными, плюс 500 взятых в плен. Потери австрийцев составили 2800 человек убитыми и ранеными и 1200 пленными.
В ночь на 9 февраля 1814 года Бельгард сумел переправить 10 000 пехотинцев и 2 000 всадников через Минчо в Боргетто, недалеко от Валеджо-суль-Минчо. После упорных боев отряды Марконье и Филибера Фрессине отбросили австрийцев на восточный берег. После этого  Беллегард отказался от каких-либо попыток переправиться через Минчо, ожидая подхода войск Иоахима Мюрата, перешедшего на сторону австрийцев на юге Италии. Войска Богарне продолажил удерживать рубеж реки Минчо против войск Мюрата и Беллегарда.
10 марта Богарне начал вылазку на противоположный берег Минчо. В Гойто 3-тысячная бригада Жанена из дивизии Марконье сразилась с 4 300 австрийцами Фридриха Эрнста фон Шпигеля. Каждая сторона имела по шесть артиллерийских орудий. Это сражение окончилось победой Австрии. Кампания на реке Минчо закончилась 17 апреля 1814 года, когда, получив известие об отречении Наполеона от престола, Богарне согласился эвакуировать Италию. За свои действия в ккампании Марконье был награжден орденом Железной Короны. По возвращении во Францию, король Франции Людовик XVIII сделал его кавалером ордена Святого Людовика и великим офицером ордена Почётного легиона.

### Ватерлоо

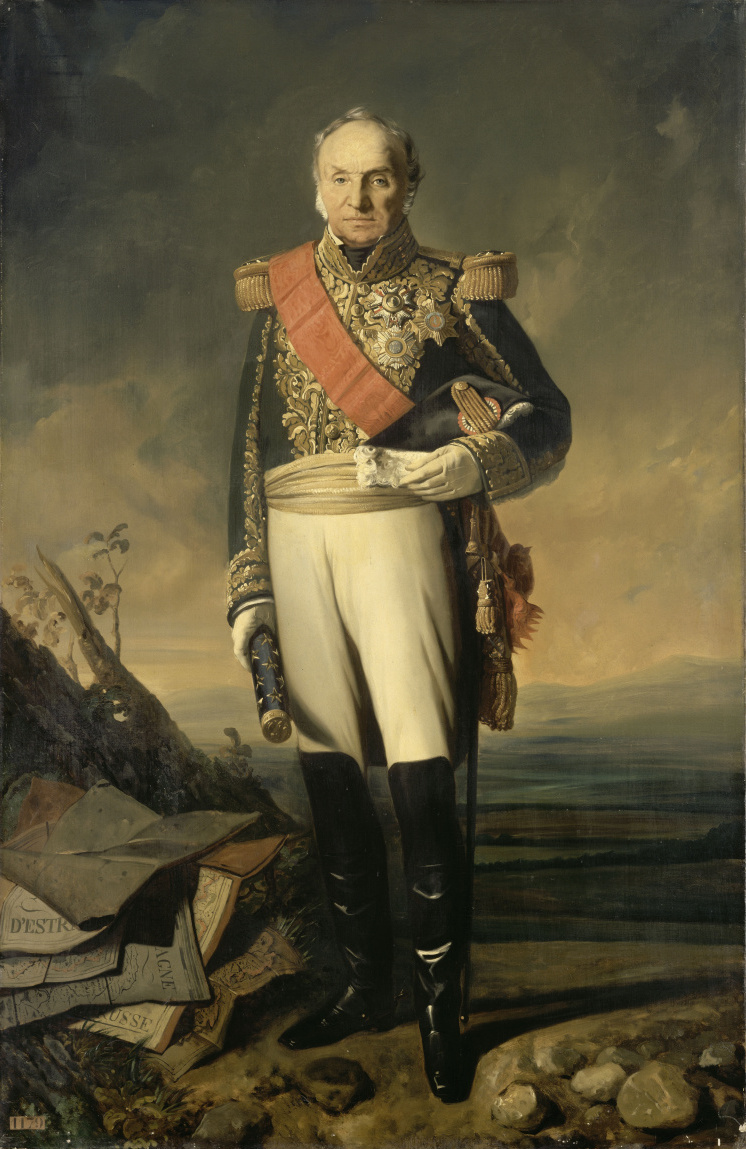
Генерал Жан-Батист Друэ д’Эрлон, непосредственный начальник Марконье в битве при Ватерлоо.

Несмотря на высокие награды, полученные им от короля, и своё дворянское происхождение, во время Ста дней Марконье поддержал Наполеона. В битве при Ватерлоо 18 июня 1815 года Марконье командовал 3-й пехотной дивизией в 1-м корпусе генерала Друэ д’Эрлона. 1-я бригада дивизии состояла из 21-го и 46-го линейных пехотных полков. 2-я бригада Жана-Жоржа Гренье включала 25-й и 45-й линейные пехотные полки. Всего в дивизии насчитывалось восемь пехотных батальонов (по другим данным, семь). К началу боя дивизия была размещена в первой линии на правом фланге, правее неё стояла 4-я дивизия Дюртта, а левее — 2-я дивизия Франсуа-Ксавье Донзело.
С началом наступления д’Эрлона, 1-я дивизия генерала Кио дю Пассажа натолкнулась на британских стрелков, засевших в гравийном карьере, и, для того, чтобы выбить их оттуда, отклонилась вправо. Это движение заставило колебаться 2-ю дивизию, в результате 3-я дивизия Марконье, атакуя, вырвалась вперед. 7-й и 8-й  батальоны национального ополчения Нидерландов вступили в перестрелку с передовыми французскими стрелками и понесли некоторые потери. Внезапно их противники отступили, пропуская наступающие колонны дивизии Марконье. Французы произвели мощный залп с близкого расстояния, нанеся тяжелые потери ополченцам, которые немедленно отступили на вторую линию. Бойцы близлежащей английской батареи Роджерса покинули свои позиции. В этой ситуации генерал Пэк приказал своей британской бригаде двигаться вперед со второй линии, и Марконье был атакован 92-м пехотным полком шотландских горцев (хайлендеров). Горцы дали залп по наступающим войскам Марконье, однако он был не слишком эффективен из-за их слишком глубокого построения. Ответный залп французов привёл шотландских горцев в замешательство, а генерал Томас Пиктон, командир дивизии, был убит.
Когда успех уже казалось бы сопутствовал французам, дивизия Марконье была атакована во фланг полком Шотландских Серых (2-м драгунским). Пехотинцы Марконье  не успели перестроиться в каре для отражения кавалерийской атаки. Результат атаки для французов был катастрофическим. 45-й линейный пехотный полк потерял Орла. Шотландские Серые буквально прорубились сквозь 3-ю дивизию и были отброшены передовой бригадой Дюрютта. Те французы, которые не были ранены или убиты, бросились бежать к своим позициям, преследуемые британской и нидерландской пехотой. Атака британской кавалерии, в которой участвовали не только Шотландские Серые, привела к тому, что корпус д’Эрлона потерял только пленными 3 000 человек.
Только в  конце дня Марконье собрал снова остатки своей дивизии, чтобы поддержать последний штурм фермы Ла-Э-Сент. Последняя атака 3-й дивизии состоялась незадолго до поражения атаки Старой Гвардии в самом конце сражения.
9 сентября 1815 года, после Второй реставрации Бурбонов, Марконье был уволен из армии, однако преследованию роялистов не подвергся. После Июльской революции 1830 года новое правительство приняло его в армейский резерв 7 февраля 1831 года, однако уже в следующем году генерал Марконье окончательно вышел в отставку.
Дивизионный генерал Марконье прожил долгую жизнь, скончался в Париже 19 декабря 1854 года и был похоронен на кладбище Пер-Лашез. Его жена, Жюли Катрин Ле Монье (1795–1866), позднее была похоронена рядом с мужем.
Генерал Марконье не относился к числу блистательных наполеоновских военачальников. Его войска нередко терпели поражение даже там, где исход боя не был предрешён заранее. Он сравнительно поздно был произведён в дивизионные генералы, не слишком хорошо справлялся с самостоятельным командованием и не имел таких выдающихся личных качеств, как его сослуживцы и начальники, Келлерман или Дюрютт, не говоря уже о Богарне, Массена или Нее. Тем не менее, он был честным солдатом, на протяжении четверти века сражавшимся за Францию, откликнувшимся на призыв Наполеона в сложных условиях 1815 года и вставшим под знамёна императора в его последнем бою.

## Воинские звания
- Младший лейтенант (июль 1781 года);
- Лейтенант (3 июля 1787 года);
- Капитан (1 марта 1792 года);
- Командир батальона (10 июля 1796 года);
- Полковник (15 мая 1799 года, утверждён в чине 13 сентября 1799 года);
- Бригадный генерал (29 августа 1803 года);
- Дивизионный генерал (31 июля 1811 года, утверждён в чине 6 августа 1811 года).

## Титулы

Герб барона

- Барон Марконье и Империи (фр. baron de Marcognet et de l'Empire; декрет от 19 марта 1808 года, патент подтверждён 26 октября 1808 года в Париже)[1].

## Награды
Легионер ордена Почётного легиона (11 декабря 1803 года)
 Коммандан ордена Почётного легиона (14 июня 1804 года)
 Кавалер ордена Железной короны
 Кавалер военного ордена Святого Людовика (8 июля 1814 года)
 Великий офицер ордена Почётного легиона (27 декабря 1814 года)